# Helyiérdekű Vasút

Linky BHÉV

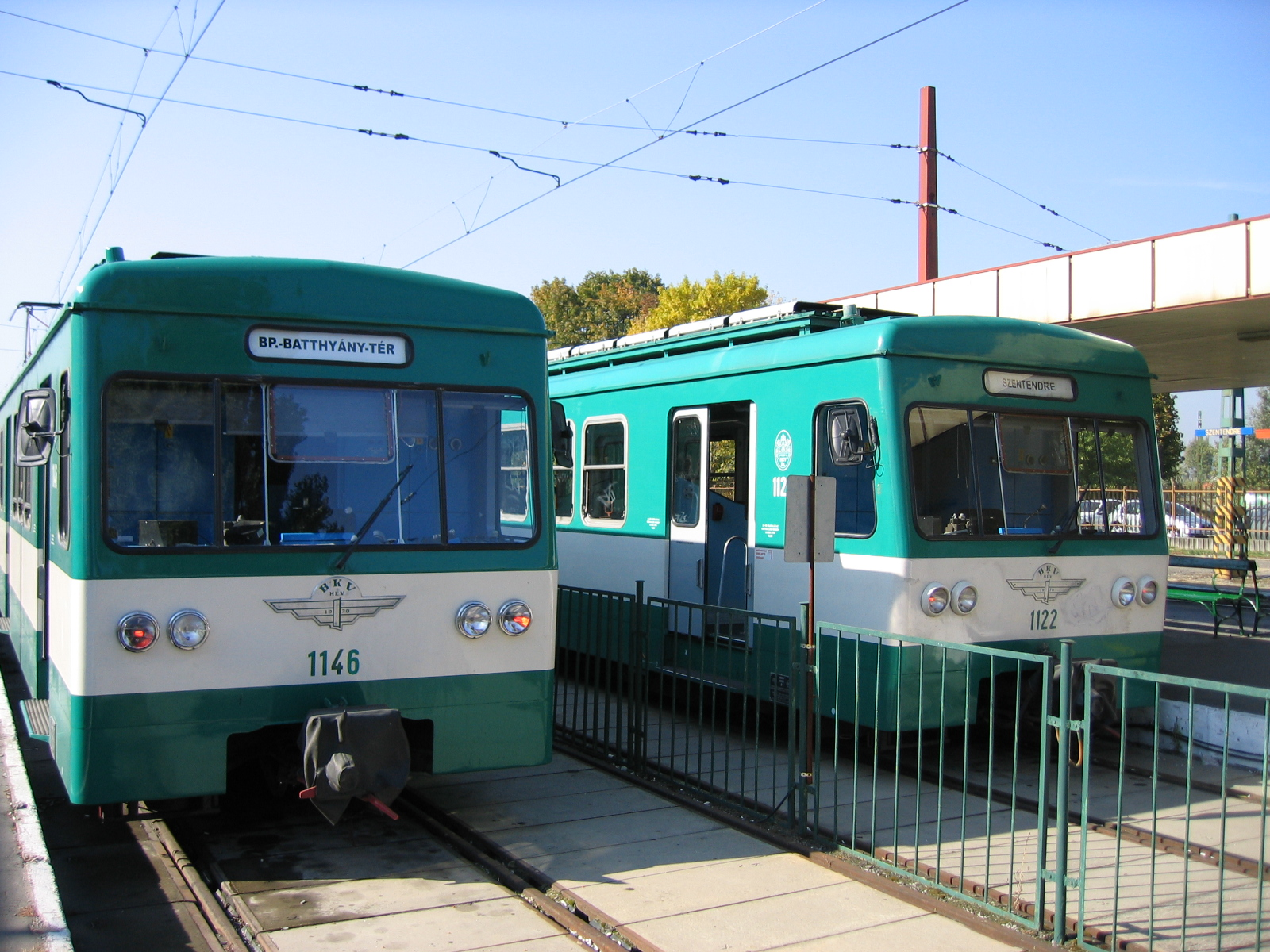
Vlaky BHÉV

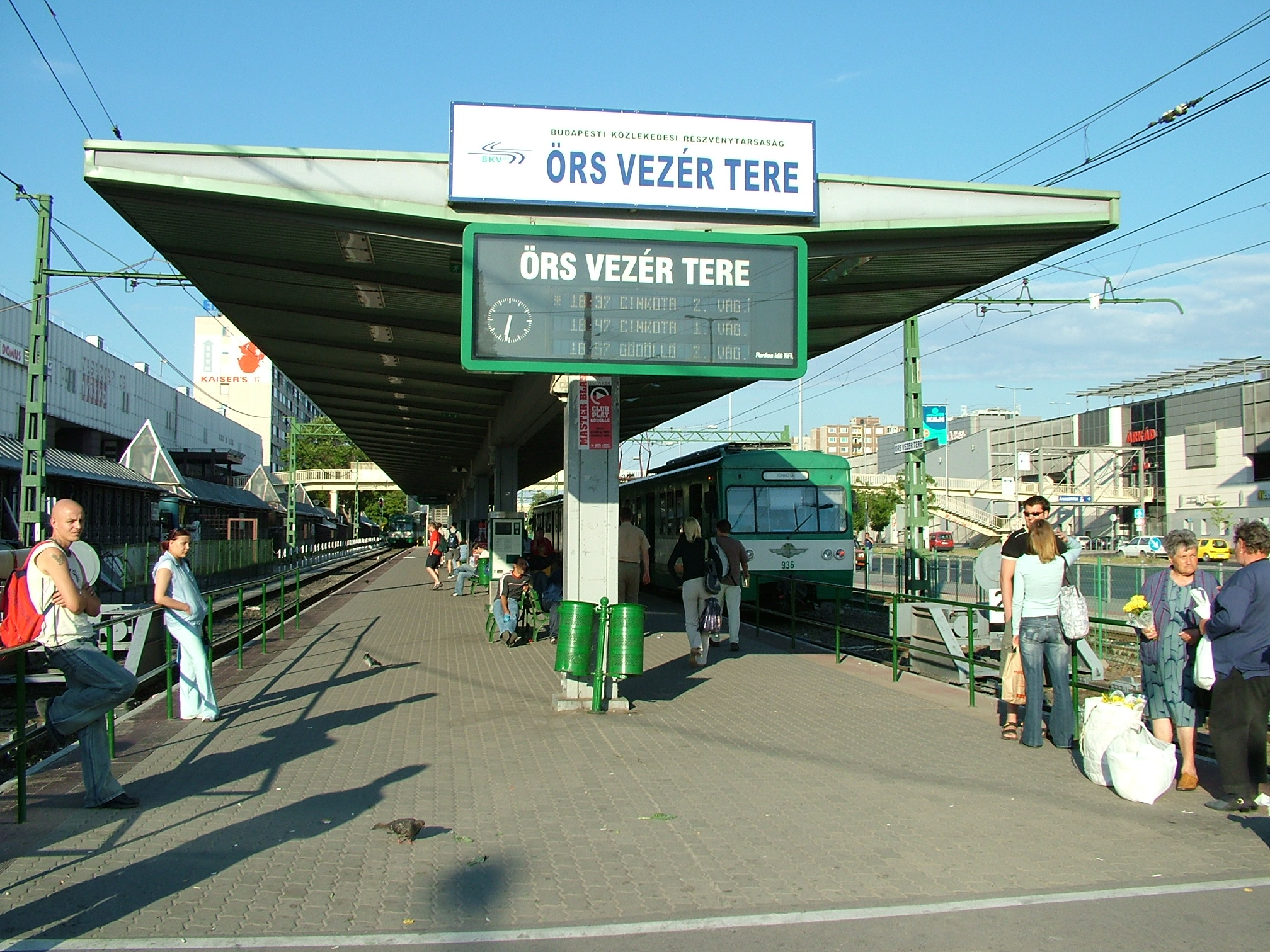
Souprava HÉV na lince do města Gödöllő na své konečné v Budapešti

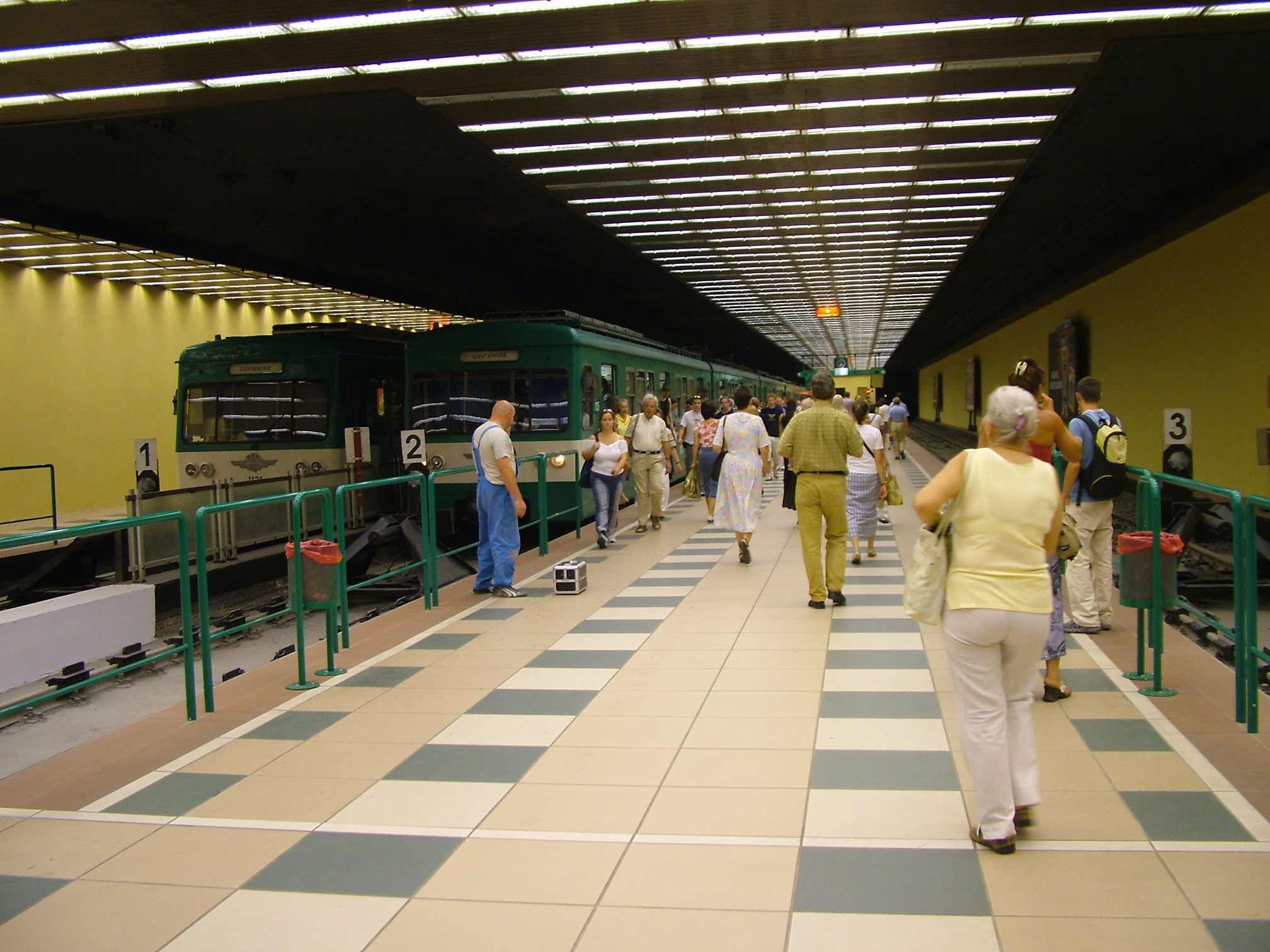
Podzemní stanice Batthyány tér se soupravami BHÉV

Budapesti Helyiérdekű Vasút (zkráceně jen BHÉV) je název pro systém pěti linek příměstské železnice (maď.: helyiérdekű vasút (HÉV)) okolí Budapešti. Provozovatelem je společnost MÁV-HÉV, dceřiná společnost státních drah. V roce 2011 HÉV převezl 70,4 milionu pasažérů, to činí 5,1 % z celkového provozu dopravního podniku BKV.

## Charakter provozu
Tratě, po kterých jsou linky vedeny, byly vybudovány jako větve železniční sítě. Mezi sebou nejsou propojené, nevytvářejí tudíž síť. Linky HÉV spojují s metropolí Csepel (část samotné Budapešti, na jihu), Ráckeve (na jihu), Gödöllő a Csömör (na severovýchodě) a Szentendre (na severu, při Dunaji). Tratě většinou začínají u zastávek metra nebo tramvají v okrajových částech Budapešti a do centra vůbec nezasahují.
Vlaky jezdí po kolejích s rozchodem 1435 mm, trakční napětí pak činí 1000 V. Vlaky jsou původem z bývalé NDR, napájeny pomocí pantografů; na rozdíl od metra, kde je použita přívodní kolejnice. Drtivá většina tratí je povrchových, existují ale i podzemní úseky (například do stanice Batthyány tér).
Na území hlavního města platí jízdenky BKV, do příměstských oblastí je možné v automatech budapešťské BKV dokoupit jízdenku za příplatek.

## Linky BHÉV
| Logo | Název                        | Směr                       | Délka   | Počet zastávek | Jízdní doba |
| ---- | ---------------------------- | -------------------------- | ------- | -------------- | ----------- |
|      | Békásmegyeri/Szentendrei HÉV | Batthyány tér ↔ Szentendre | 20,9 km | 17             | 39 min      |
|      | Ráckevei HÉV                 | Közvágóhíd ↔ Ráckeve       | 40,1 km | 24             | 72 min      |
|      | Csepeli HÉV                  | Boráros tér H ↔ Csepel     | 6,7 km  | 6              | 13 min      |
|      | Gödöllői HÉV                 | Örs vezér tere ↔ Gödöllő   | 25,6 km | 20             | 47 min      |
|      | Csömöri HÉV                  | Örs vezér tere ↔ Csömör    | 10,7 km | 12             | 24 min      |

## Zastávky

### Békásmegyeri/Szentendrei HÉV
Batthyány tér – Margit híd, budai hídfő – Szépvölgyi út – Tímár utca – Árpád híd – Filatorigát – Kaszásdűlő – Aquincum – Rómaifürdő – Csillaghegy – Békásmegyer – Budakalász – Budakalász, lenfonó – Szent István-telep – Pomáz – Pannóniatelep – Szentendre

### Ráckevei HÉV
Közvágóhíd – Beöthy utca – Kén utca – Timót utca – Pesterzsébet felső – Torontál utca – Soroksár felső – Soroksár, Hősök tere – Szent István utca – Millenniumtelep – Dunaharaszti felső – Dunaharaszti külső – Szigetszentmiklós – József Attila-telep – Szigetszentmiklós alsó – Szigetszentmiklós, gyártelep – Szigethalom – Szigethalom alsó – Tököl – Szigetmajor – Szigetcsép – Egyetemi Tangazdaság – Szigetszentmárton-Szigetújfalu – Horgásztanyák – Angyali-sziget – Ráckeve

### Csepeli HÉV
Boráros tér – Lágymányosi híd – Szabadkikötő – Szent Imre tér – Karácsony Sándor utca – Csepel

### Gödöllői HÉV
Örs vezér tere – Rákosfalva – Nagyicce – Sashalom – Mátyásföld, repülőtér – Mátyásföld, Imre utca – Mátyásföld alsó – Cinkota – Ilonatelep – Kistarcsa, kórház – Kistarcsa – Zsófialiget – Kerepes – Szilasliget – Mogyoród – Szentjakab – Gödöllő, Erzsébet park – Gödöllő, Szabadság tér – Gödöllő, Palotakert – Gödöllő

### Csömöri HÉV
Örs vezér tere – Rákosfalva – Nagyicce – Sashalom – Mátyásföld, repülőtér – Mátyásföld, Imre utca – Mátyásföld alsó – Cinkota – Cinkota alsó – Árpádföld – Szabadságtelep – Csömör

## Vývoj
Systém HÉV vznikl před druhou světovou válkou sloučením několika různých drah. Poté, co se k moci dostala komunistická vláda, byl znárodněn, a provozovatelem se stala společnost MÁV, národní železniční dopravce. Od 60. let jej provozuje opět BKV, který zajišťuje velkou část i jiných druhů příměstské dopravy. V roce 2016 se provozovatelem staly státní dráhy pomocí dceřiné společnosti MÁV-HÉV
V dohledné době se plánuje sjednotit systém BHÉV spolu s metrem. Linky, vedoucí do Szentendre, Ráckeve a Csepelu by byly doplněny podzemním úsekem vedeným pod centrem města a staly by se tak fialově značenou linkou M5. Trať do města Gödöllő by se zase měla sloučit s linkou metra M2.